# Linda Tellington-Jones

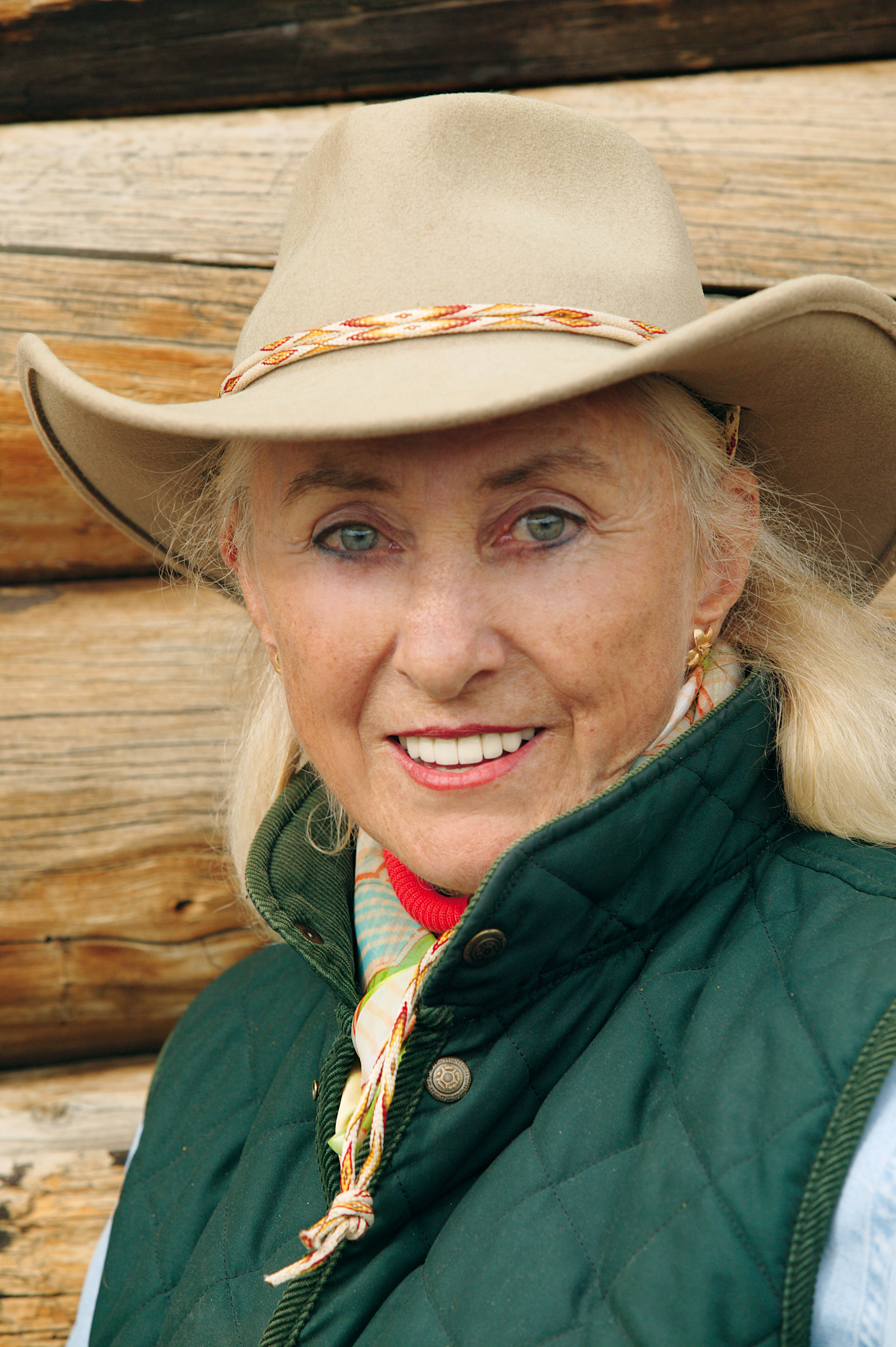
Linda Tellington-Jones, 2009

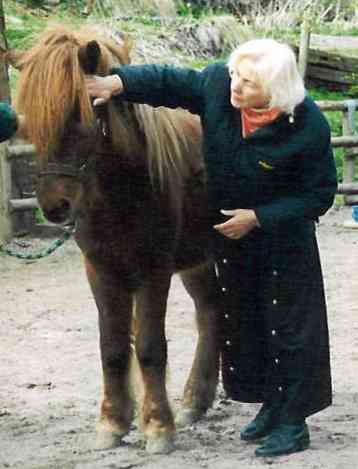
Tellington-Jones arbeitet am Pferd (2003)

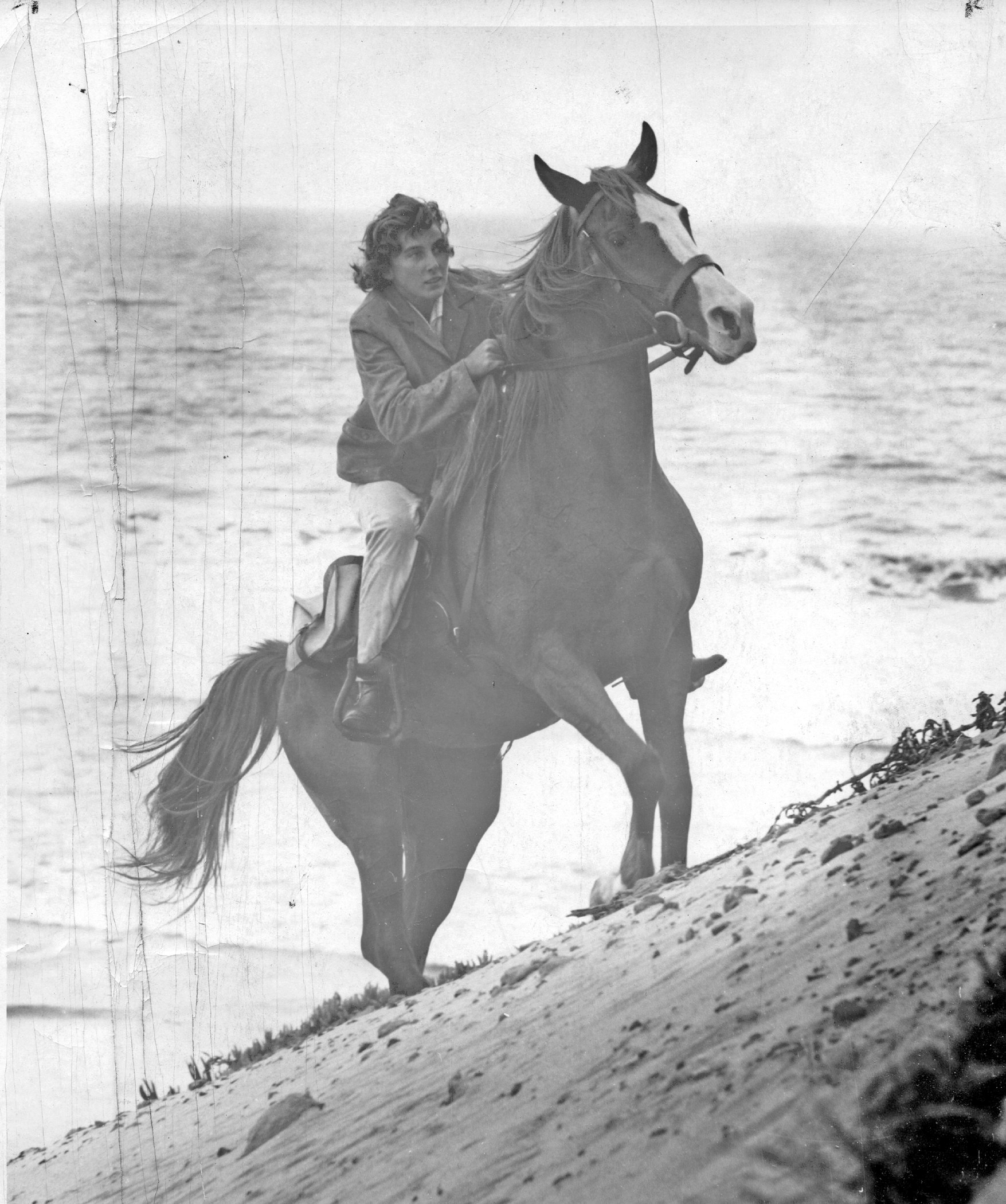
Tellington-Jones auf ihrer Araberstute Bint Gulida

Linda Tellington-Jones (* 30. Juni 1937 in Kanada) ist eine kanadische Tiertrainerin. Sie begründete 1975 die Tellington-Jones Equine Awareness Method (TT.E.A.M., wörtliche Übersetzung: „Tellington-Jones-Pferde-Bewusstheits-Methode“), ein gezieltes System von manuellen Techniken am Körper (den so genannten TTouches (= Berührungen)), speziellen Führtechniken und lernfördernden Hindernissen.

## Leben
Linda Tellington-Jones stellte 1948 in Kanada, im Alter von elf Jahren, eigene und fremde Pferde bei überregionalen Veranstaltungen vor und gewann vor allem in Kanada und den USA in fast allen Disziplinen des Reitsports Wettbewerbe auf Bundesebene (Hindernisrennen, Damensattel, Westernreiten, Englisch, Fahren, Springreiten, Jagen, 3-Tage-Rennen, Distanzreiten).
Anfang der 1960er Jahre war Linda Tellington-Jones Miteigentümerin eines Gestüts. Mit der von ihr trainierten Stute Bint Gulida kam sie 1961 unter die ersten zehn im Tevis Cup, fünf Wochen später gewannen sie mit Bint Gulida das das Jim Shoulders-100-Meilen-Rennen.
Durch ihren ersten Ehemann Wentworth Tellington erhielt Linda Tellington-Jones zusätzlich eine klassische Ausbildung der Kavallerie-Reitkunst. Sie hat sich mit dem eingehend mit dem Pferdeverhalten auseinandergesetzt. Gemeinsam gründeten sie an der Pazifikküste der USA eine Ausbildungsstätte (The Pacific Coast Equestrian Ranch Farm), in der ein neunmonatiges Ausbildungskonzept in täglichen Theorie- und Praxiseinheiten gelehrt wurde. Weitere Neuerungen im Ausbildungsbereich sowie eigene erfolgreiche Teilnahmen bei Wettbewerben folgten.
1964 unterrichtete Linda Tellington-Jones erstmals in ihrer Ausbildungsstätte geistig und körperlich behinderte Jugendliche und junge Erwachsene in einem dreimonatigen Programm, koordinierte und unterrichtete Anfang der 1970er Jahre für die Universität von Kalifornien die ersten Erwachsenenbildungs-Kurse im Bereich Pferdemanagement und Pferde-Psychologie und entwickelte u. a. eine neue sanfte und sichere Methode, Jungpferde an den Sattel zu gewöhnen und sie einzureiten, die bald in Zeitschriften als Tellington-Methode bekannt wurde.
1965 erschien das erste gemeinsame Buch mit ihrem Ehemann Wentworth Die physikalische Therapie von Sportpferden. Zwei Jahre folgte die Publikation des ersten Handbuchs für Distanzreiter. Produkte wie der Seetang als Zusatzfuttermittel, ein Aluminium-Maulkorb-Modell und Pferdeanhänger wurden auf der Pacific Coast Equestrian Ranch Farm entwickelt.
Anfang der 1970er-Jahre lernte sie die Arbeit von Moshé Feldenkrais kennen und lernte die Feldenkrais-Methode für die körpertherapeutische Arbeit mit Menschen. Diese Methode übertrug sie auf die Arbeit mit Pferden. Im Herbst 1979 führte sie einen einmonatigen Kurs im FS-Testzentrum in Reken (Deutschland) durch.
Tellington-Jones ist außerdem Gründungsmitglied der California Dressage Society (Kalifornische Dressur Gesellschaft), lehrte in Pony Clubs, schreibt seit Anfang der 1970er Jahre regelmäßig Artikel in der Zeitschrift Freizeit im Sattel, war 1975 erstmals Gast auf der Pferdefachmesse Equitana und demonstrierte dort mit drei gebisslos gerittenen Pferden einen Formationssprung. Heute repräsentiert sie dort regelmäßig vor allem Elemente der TT.E.A.M.-Methode.
1975 fanden in ganz Deutschland die ersten Schulungskurse zur TT.E.A.M.-Methode statt, zunächst nur für Pferde, seit 1994 für Hunde, Katzen und Kleintiere und seit 2004 auch für Menschen (TTouch-For-You).
Tellington-Jones fördert außerdem die Arbeit mit Kindern (den Animal Ambassadors, Botschaftern der Tiere), unterstützt humanitäre Projekte (wie z. B. mit HIV-Betroffenen in Johannesburg) und arbeitet selbst zudem auch mit exotischen Tieren und mit Zootieren in der ganzen Welt.
2007 wurde Linda Tellington-Jones in Sacramento (Kalifornien) mit dem Western States Horse Expo Hall of Fame Award ausgezeichnet.
2008 erhielt sie einen Lehrstuhl für „Interspecies Communication“ (Kommunikation zwischen den Arten) und eine Ehrendoktorwürde in Philosophie von der staatlich nicht anerkannten Wisdom University in San Francisco. Gleichzeitig wurde Linda Tellington-Jones Direktorin des Institute for Interspecies Communication (Institut für zwischenartliche Kommunikation).
Heute lebt Tellington-Jones mit ihrem Mann Roland Kleger auf Hawaii. Sie ist Autorin zahlreicher Bücher, Videos und Veröffentlichungen zu Themen der Erziehung und Gesunderhaltung von Pferden, Hunden, Katzen und Kleintieren sowie Wellness für Menschen (TTouch-For-You) und unterrichtet weltweit Ausbildungsgruppen für künftige Lehrer ihrer Methode.

## Methodik

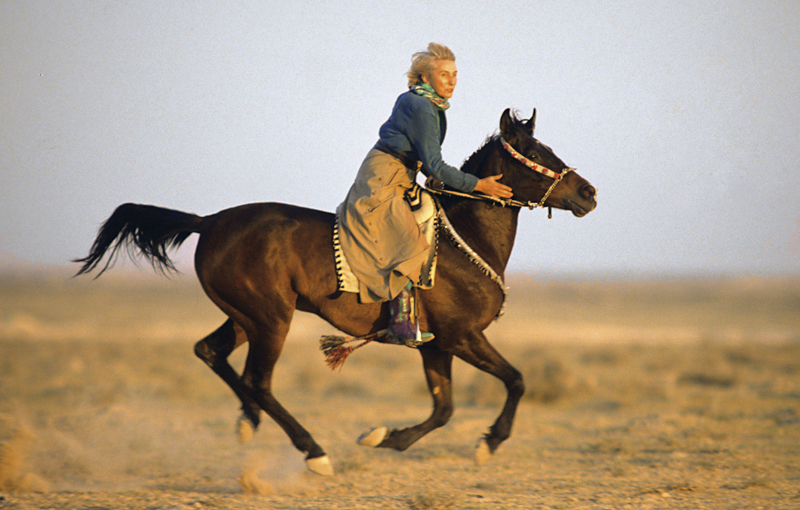
Tellington-Jones in Syrien

### Feldenkrais
Anfang der 1970er-Jahre lernte Linda Tellington-Jones die Arbeit von Moshé Feldenkrais kennen und lernte die Feldenkrais-Methode für die körpertherapeutische Arbeit mit Menschen.

„Ich begann, meine Hände bei ihnen [den Pferden] so zu gebrauchen, wie ich es bei den Menschen tat. […] Ich erkannte, dass Schmerzen die Grundursache bei Verhaltensproblemen bei Pferden sind […] Auf einmal begriff ich das Prinzip: ich wußte, dass die Lokalisierung und Neutralisierung der Schmerzen der logische Weg waren, die Probleme auszuschalten“

Im Herbst 1979 führte sie einen einmonatigen Kurs im Reitzentrum Reken durch. Dadurch verbreitete sich die Methode in Deutschland und in der Schweiz.

### TT.E.A.M.
Die gewaltfreie Methode erleichtert laut ihren Anhängern die Kommunikation mit Tieren, fördert ihre (Grund-)Ausbildung und bietet eine Form der Hilfe im Fall von Verhaltensproblemen sowie Krankheit oder Rekonvaleszenz. Allerdings ist die konkrete Wirksamkeit bis heute kaum wissenschaftlich relevant belegt und kann auch nur zum Teil mit Hilfe von anderen Studien, Erkenntnissen, Methoden abgeleitet werden. Hierzu zählen neben dem Wissen über die Bedeutung von Propriozeptoren gemeinsame Studien mit Anna Wise (USA) und dem von ihr mitentwickelten Mind-Mirror-Gerät (ein EEG-Gerät zur Messung von Gehirnwellenaktivitäten im Rahmen des sogenannten Neurofeedbacks), die Erforschung der Spiegelneuronen, genauso wie die Studienergebnisse vor allem über Neuropeptide von Dr. Candace B. Pert, die sie in ihrem Werk Moleküle der Gefühle publiziert hat.

### Führtechniken und Parcoursarbeit
Pferde und Hunde lernen mit Hilfe von speziellen Führtechniken und unterschiedlichen Bodenarbeitsgeräten (Hindernissen) unter anderem ihren Körper effizienter zu bewegen und neue Bewegungsabläufe einzuüben, sich zu konzentrieren und auf ihren Besitzer zu fokussieren. Gleichzeitig werden durch die besonders langsam ausgeführten Übungen die sensorische Integration gefördert und die Ausschüttung von Neurotransmittern sowie die Empfangsbereitschaft der Rezeptoren stimuliert.

### Verbreitung
Mehr als 1.700 lizenzierte TT.E.A.M.-Lehrer unterrichten weltweit inzwischen nach der TT.E.A.M.-Methode im Einzelunterricht sowie in Workshops für Pferde, Hunde, Katzen und Kleintiere; seit 2006 auch als lizenzierte TTouch-For-You-Lehrer im Rahmen der Behandlung von Menschen.

## Werke

### Freizeit im Sattel
Linda war regelmäßige Mitarbeiterin in der Zeitschrift Freizeit im Sattel. Zusammen mit Ursula Bruns lehrte sie in Reken die TTT-Methode. 1983 bis 1984 publizierte sie die Reihe Auf sanfte Weise, mit monatlichen Folgen zu den Themen Massage, Feldenkrais, Arbeit mit Fohlen, Bodenarbeit etc.

### Hunde, Katzen, Heimtiere
- Mit Sybill Taylor: Der neue Weg im Umgang mit Tieren, Die Tellington-Touch-Methode. Stuttgart 2005, ISBN 3-440-09331-X.
- Tellington-Training für Hunde, Das Praxisbuch zu TTouch und TTEAM. Stuttgart 1999, ISBN 3-440-07776-4.
- Welpenschule mit Linda Tellington-Jones, Erfolgreich erziehen mit TTouch und TTEAM. Stuttgart 2006, ISBN 3-440-09953-9.
- TTouch für Hunde – für unterwegs. Stuttgart 2004, ISBN 3-440-09481-2.
- TTouch für Katzen, Der neue Weg zu Harmonie, Gesundheit und Wohlgefühl. Stuttgart 2003, ISBN 3-440-09093-0.

### Pferde
- Tellington-Training für Pferde, Probleme von A-Z, Tellington-TTouches, Bodenarbeit und Reiten. Stuttgart 2007, ISBN 3-440-10416-8.
- Mit Ursula Bruns: Die Tellington-Methode. Stuttgart 2002, ISBN 3-275-00856-0.
- Mit Sybil Taylor: Die Persönlichkeit Ihres Pferdes, Die Kunst, Charakter und Temperament Ihres Pferdes zu bestimmen und positiv zu beeinflussen. Stuttgart 2003, ISBN 3-440-09239-9.
- Liebe Linda. Stuttgart 1997, ISBN 3-440-07325-4.
- Die Linda Tellington-Jones Reitschule, Mehr Spaß und Erfolg mit TTEAM und TTouch. Stuttgart 2003, ISBN 3-440-09584-3.
- TTOUCH und TTEAM für Pferde, Der sanfte Weg zu Gesundheit, Leistung und Wohlbefinden. Stuttgart 2002, ISBN 3-440-08957-6.

### Menschen
- Mit Sybill Taylor: TTouch for You!, Gesundheit und Wohlgefühl mit dem Tellington-TTouch. Stuttgart 2003, ISBN 3-440-07572-9.